# Sverre Jordan
Sverre Jordan, född den 25 maj 1889 i Bergen, död där den 10 januari 1972, var en norsk tonsättare och pianist.
Jordan utbildades 1907-14 i Berlin och bland annat José Vianna da Motta, Conrad Ansorge (i piano) och Wilhelm Klatte (i komposition). Han var därefter bosatt i Bergen, där han verkade som musikkritikern och körledare. Jordans kompositioner var talrika: förutom ett 100-tal solosånger skrev han körverk såsom Smeden (opus 25), violin- och klaverstycken, orkestersaker (svit opus 4, sviten Norvegiana opus 22 med mera), musik till Bjørnstjerne Bjørnsons Halte Hulda med mera. I sin nationellt efterromantiska stil anknöt Jordan närmast till Edvard Grieg.